# Рунска магија
Стари германски алфабет, руне, у буквалном преводу значи: мистерија, тајна, шапат. Око њега се већ вековима плете мистерија јер је реч о необичном писму које има дубље значење. Свака руна, поред фонетског гласа, има своје езотерично значење, то јест сваки симбол поседује одређене карактеристике. Руне не служе само за писање, већ и за прорицање и магију. Најстарији записи руна датирају из 1. века наше ере. Претпоставља се да је писмо настало и раније. Све до 16. века користиле су се на простору Европе. Настале су као писмо гермаских племена, али су се брзо прошириле на север континента и данас су највише познате као викиншко писмо. Најстарији тип руна зове се "Elder Futhark" и садржао је 24 симбола. Назив је настао од првих 6 слова алфабета: ф, у, тх, а, р, к. При освајању Британије германска племена Англи, Саксонци и Јути су понели знање о рунама, па су тако настале англо-саксонске руне, са 33 симбола. Записи у рунама пронађени су и на Балкану, у Немачкој, Скандинавији, Британији, па чак и на Гренланду. Најзанимњивије, веома стари записи пронађени су у Северној Америци, чиме је још једном потврђена теорија да су Викинзи стигли до „новог света“ много пре Колумба. Где год да су ишли Викинзи су се служили рунама да би се изразили. Пронађено је мноштво записа, поетских и у прози, на свему, од великих камених споменика до кућних предмета. Слова су оштрих углова и правих линија, јер су настала урезивањем у камен и дрво. Извор за ово писмо није сасвим откривен. Постије сличности са етрурским писмом, које се развијало на северу Италије, али и са грчким и латинским. Скандинавци имају своју причу о настанку руна. Легенда каже да је врховни бог Один провео девет дана прободен на дрвету не би ли примио окултна знања. Током девет ветровитих ноћи сазнао је за мистерију руна, коју је затим пренео народу. Веровање у божанско порекло руна довело је и до њихових магичних моћи. Наиме, руне служе за гатање, прорицање, такозвано „гледање руна“. Тацит је у својој „Германији“ записао читав процес: одсече се грана са неке воћке и исецка се на мале делове. На сваки комад гране записује се по једна руна. Затим се гранчице насумице бацају на белу тканину, а Мајстор Руна са очима упртим ка небу бира три гранчице и чита знаке који су на њима записани. Овакво гатање није у правом смислу прорицање, јер се веровало да руне само откривају највероватнији исход, а на човеку је да га промени уколико му се не допада. Коришћене су и за бацање чини, али су Викинзи јасно записали: „Човек не сме користити руне за чини, док не научи да их добро чита“. Мајстори су позивани пред полазак у бој, да изаберу руне које доносе срећу и чувају од злих духова. Симболи су урезивани у мачеве, бродове, штитове, а ратници су полазили у битку верујући да ништа не може наудити моћи руна. Данас се могу наћи многобројни споменици са урезаним рунама. Често је надгробно камење обележено магичним симболима које ће покојнику олакшати прелазак на онај свет. Норвежани су користили руне упоредо са хришћанским симболима све до 17. века. У то време црква је забранила њихову употребу у намери да искорени сваку врсту сујеверја, паганизма и магије. Руне су изашле из широке употребе, али нису сасвим нестале, а у последње време много је покушаја да се у употребу врати енигматско викишко писмо.

## Руне амајлије
- wyrd
- f_feoh
- u_ur
- th_thorn
- a_ansur
- r_rad
- g_geofu
- w_wynn
- h_hagall
- n_nied
- i_is
- j_jara
- y_yr
- p_peroth
- z_eolh
- s_sowelu
- t_tir
- b_beorc
- e_eoh
- m_man
- l_lagu
- ing_ing
- o_othel
- d_daeg